# Bouddhas de Bâmiyân
Pour les articles homonymes, voir Bouddha (homonymie) et Bâmiyân (homonymie).
Les Bouddhas de Bâmiyân étaient trois statues monumentales en haut-relief de bouddhas debout, excavées dans la paroi d'une falaise située dans la vallée de Bâmiyân du centre de l'Afghanistan, à 230 kilomètres au nord-ouest de Kaboul et à une altitude de 2 500 m.
Le site tout entier est classé au patrimoine mondial de l'UNESCO en 2003.
En 2001, les talibans décrètent les statues comme « idolâtres » et décident leur destruction. Le 11 mars 2001, après un mois de bombardement, les statues ont disparu.

## Caractéristiques
Les Bouddhas de Bâmiyân étaient situés dans le centre-est de l'Afghanistan, dans le district de Bâmiyân de la province du même nom, au nord-nord-ouest de la capitale Kaboul.
Les statues étaient au nombre de trois : 
- le grand Bouddha de 53 m de hauteur, située à côté de la ville de Bâmiyân
- le petit Bouddha de 38 m de hauteur située également à côté de la ville de Bâmiyân,
- le Bouddha de Kakrak mesurant 10 m de hauteur et situé à quatre kilomètres au sud-est[1].

Ces trois statues avaient été sculptées en haut-relief de sorte qu'elles se détachaient du fond d'une niche aménagée dans la falaise en grès. Les détails fins modelés sur la roche par un mélange de paille et de plâtre en faisaient des représentants du style Gandhara. Les statues étaient à l'origine colorées, la plus grande en carmin et les autres de multiples couleurs.
Un quatrième Bouddha est mentionné dans d'anciens textes ; il serait couché, mesurerait environ 300 m de longueur et serait enseveli sous les alluvions de la vallée. C'est lors d'une mission de localisation de cette statue qu'une équipe d'archéologues afghans découvre une autre statue de Bouddha couché de 19 m de longueur, elle aussi ensevelie. Les informations concernant ce quatrième Bouddha doivent être considérées avec précaution, en attendant les conclusions des études archéologiques en cours le concernant, menées notamment par Zemaryalaï Tarzi, professeur honoraire à l'université de Strasbourg.

## Histoire

### Contexte
La région est dans l'Antiquité le principal lieu du développement du bouddhisme. Le Gandhara se développe d'abord au Nord-Ouest du Pakistan au sein des royaumes indo-grecs (IIe – Ier siècle avant notre ère, s'étendant jusqu'à Kaboul, avec le Royaume indo-parthe. Suit le premier royaume bouddhiste, qui devient l'Empire kouchan (env. Ier – IIIe siècle) s'étendant plus au Nord, en Afghanistan et jusqu'à ce qui deviendra le Xiyu (actuel Xinjiang) chinois à son apogée. Il développe le bouddhisme mahāyāna et le transmet à la Chine, qui le conservera comme principale forme de bouddhisme jusqu'à nos jours. L'Empire Sassanide (224 – 651) et l'Empire Gupta (IIIe siècle VIe siècle) plus au Sud-est, le remplacent ensuite.

### Construction

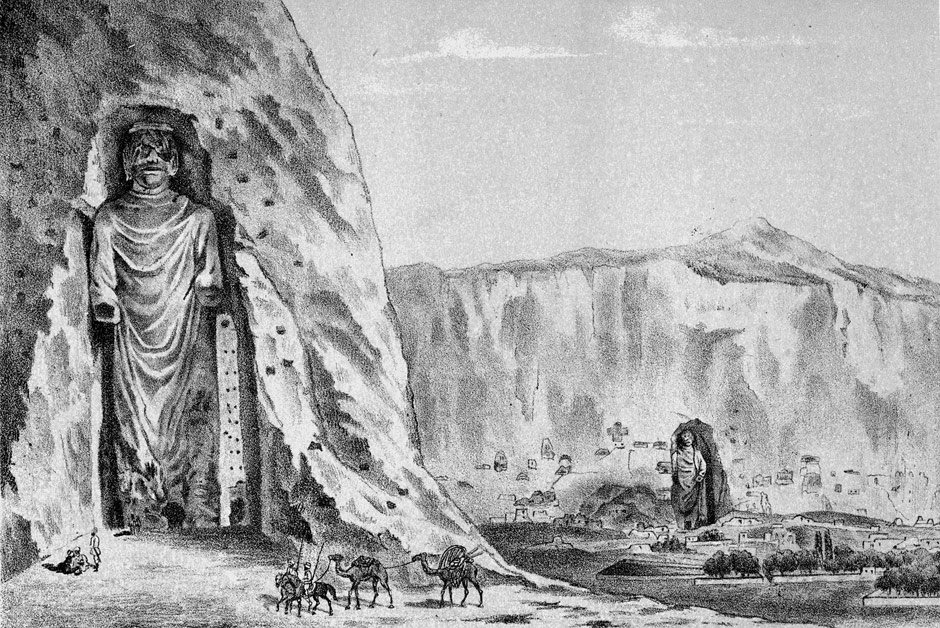
Représentation des bouddhas due à une mission russe (1878-1879).

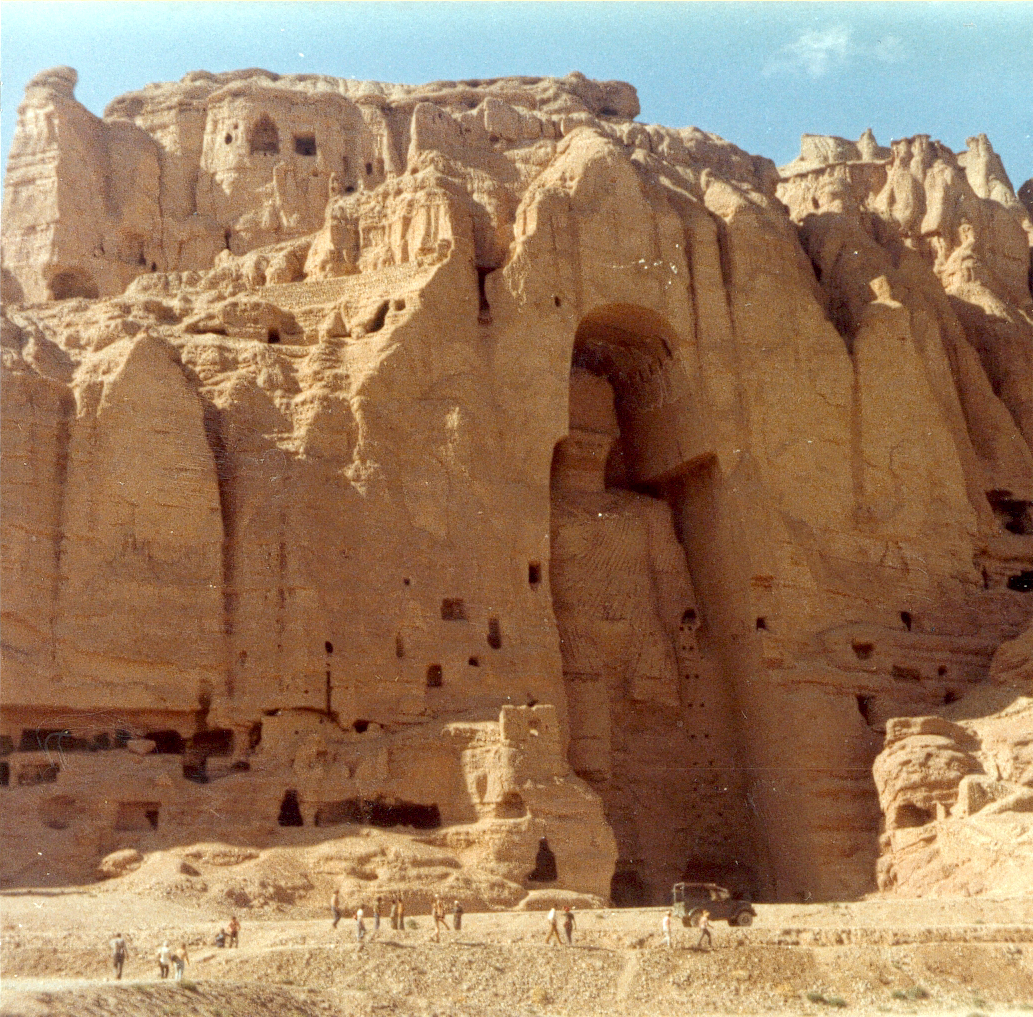
Le grand Bouddha et les grottes où vivaient les moines.

Un grand flou entoure les dates de construction de ces bouddhas. Les archéologues sont très prudents à ce sujet. Ils estiment que ces statues colossales et l'ensemble des travaux sur le site ont été réalisés entre 300 et 700, certains précisant que le « grand Bouddha » (53 m) daterait du Ve siècle, le « petit Bouddha » (38 mètres) de la seconde moitié du troisième siècle, des décors peints ayant été réalisés sur les deux statues et sur les parois des niches durant les siècles suivants.
À quatre kilomètres au sud-est des Bouddhas de Bâmiyân, à Kakrak, se trouve un autre bouddha creusé dans la falaise, d'une hauteur de dix mètres, de facture plus grossière que les précédents. On le date du Ve ou du VIe siècle, peut-être d'une époque ultérieure.
Ces statues étaient taillées directement dans les falaises de grès, mais les détails avaient été modelés dans un mélange de boue et de paille, puis enduits de stuc. Cet enduit, qui avait pratiquement disparu depuis bien longtemps, était peint pour améliorer le rendu des expressions des visages, des mains et du drapé des robes. Les parties inférieures des bras des statues ont été faites du même mélange d'argile et de paille et soutenues par des armatures en bois. On pense que les parties supérieures des visages étaient constituées de grands masques en bois ou en métal. Les alignements de trous que l'on peut remarquer sur les photographies accueillaient des chevilles en bois servant à stabiliser la couverture de stuc.

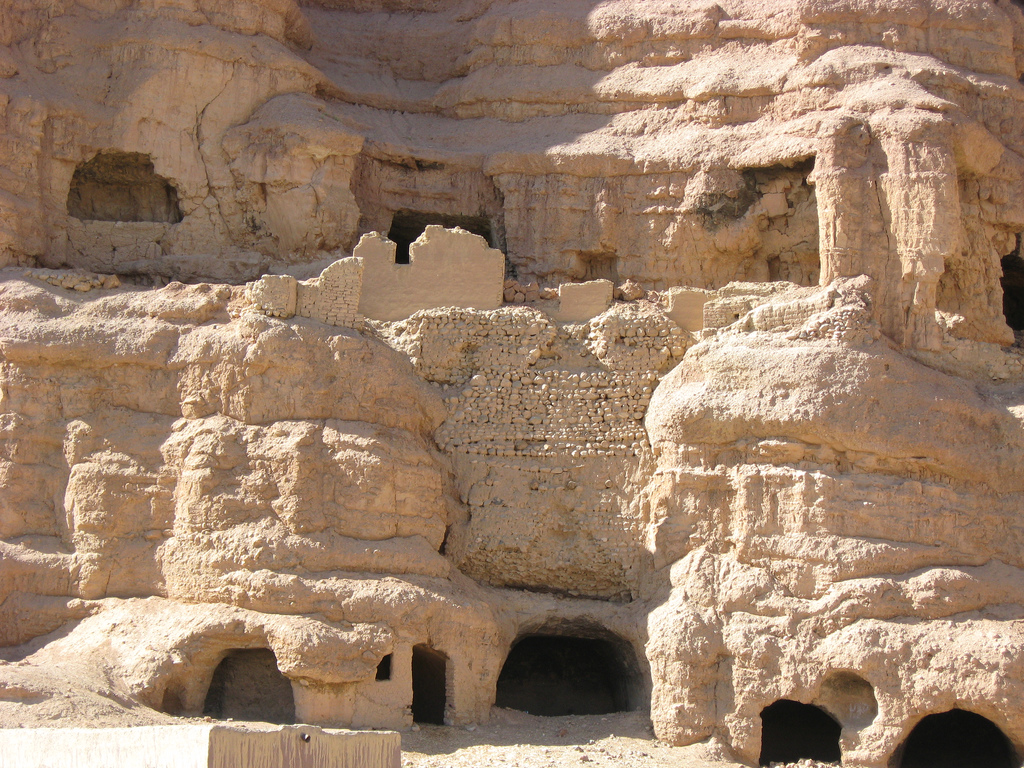
Vestiges des cellules des moines dans la falaise de Bâmiyân (certaines de ces cellules sont aujourd'hui utilisées comme habitations).

Située sur la route de la soie reliant la Chine et l'Inde au monde occidental, Bâmiyân se développa comme un centre religieux comportant plusieurs monastères bouddhistes. Ce centre majeur, l'un des plus importants du IIe siècle jusqu'à l'apparition de l'islam dans la vallée, à la fin du IXe siècle, accueillait moines et ermites qui résidaient dans de petites cavernes creusées dans la paroi des falaises tout au long de la vallée de Bâmiyân.
Le pèlerin bouddhiste chinois Hiuen-Tsang (Xuanzang) qui traverse la vallée en 632, l'année de la mort de Mahomet, décrit Bâmiyân comme un centre bouddhiste en plein épanouissement « comptant plus de dix monastères et plus de mille moines » et indique que les deux bouddhas géants « sont décorés d'or et de bijoux fins ».
Vers 650 des troupes arabes et musulmanes qui venaient de l'Iran sassanide qui venait d'être conquis, arrivent dans la région, qui est conquise, comme le reste de l'Afghanistan. Entre 680 et 700, des premières tentatives furent entreprises pour détruire les deux Bouddhas géants, mais l'entreprise est alors complexe. Vers 720, il est décidé de détruire la moitié des visages des deux bouddhas, ainsi, on ne verra plus le front, les yeux, le nez, et les mains des Bouddhas, car la représentation des êtres humains était interdite dans le Coran, et laisser les deux Bouddhas comme ils étaient avant pouvait encourager la population à être idolâtre, ou revenir au bouddhisme. Ensuite, après 720, le site sera laissé en l'état, car toute tentative de détruire les Bouddhas était dangereuse, et, à l'époque, les explosifs n'existaient pas dans la région. Pendant le Moyen-âge, les jambes du Grand Bouddha seront fortement dégradées, et vandalisées. Bien plus tard, vers 1870, la bouche et les lèvres des deux Bouddhas seront détruites.
Environ 100 ans plus tard, le moine bouddhiste coréen Huizhao traverse lui aussi la région.
Au XIe siècle, le grand savant musulman Al-Bîrûnî, curieux des réalisations bouddhistes, avait traduit un poème (aujourd'hui disparu) sur les Bouddhas de Bâmiyân.
Les bouddhas survivent à la destruction de la ville de Bâmiyân par les Mongols de Genghis Khan en 1221.
William Moorcroft est le premier Occidental à découvrir les Bouddhas. Les fresques évoquent pour lui le style du Tibet qu'il a exploré.
Au XIXe siècle, divers voyageurs européens ont été émerveillés en découvrant le site de Bâmiyân et les bouddhas creusés dans la falaise ; ils en ont laissé des descriptions et des dessins parfois fantaisistes.
Quelques croquis approximatifs (certains recopiés sur d'autres) figurèrent dans des publications européennes au XIXe siècle. Le premier cliché photographique fut réalisé par John Alfred Gray, My life at the Court of Amir : a Narrative, Bentley and Son, Londres, 1895, p. 143-144. Gray était médecin attaché à la personne de l'émir d'Afghanistan Abdur Rahman Khan.
Entre 1842 et 1870, à la suite de nombreuses tentatives d'invasion britanniques, venues des Indes Britanniques, des armes à feu et des canons arrivèrent dans la région : les statues sont alors criblées de balles et d'impacts.

### Destruction

La niche vide du grand Bouddha.

À la suite des attentats des ambassades américaines en Afrique du 7 août 1998, les États-Unis bombardent l'Afghanistan le 20 août 1998 (opération Infinite Reach).
En juillet 1999, le mollah Omar publie un décret de protection des œuvres d'art incluant les bouddhas 
. Les propositions des talibans de juger Oussama Ben Laden puis de l'extrader dans un pays musulman sont rejetées par les États-Unis. Le Conseil de Sécurité des Nations unies sanctionne les talibans le 15 octobre 1999, puis le 19 décembre 2000.
À la suite de l'envoi de Mutawas saoudiens en Afghanistan pour aider le gouvernement des talibans à former leur police de répression du vice et de promotion de la vertu, le gouvernement taliban fut convaincu de démolir les Bouddhas de Bâmiyân, sachant que toute représentation humaine est interdite par la doctrine islamique. Des conseillers religieux deobandi afghans, notamment Mohammad Hassan Akhund, premier ministre d’Afghanistan depuis septembre 2021, auraient également permis de faire évoluer la position du mollah Omar en faveur de la destruction.
Dans un nouveau décret du 26 février 2001, les statues sont décrétées idolâtres par Mohammed Omar et les talibans les détruisent au moyen d'explosifs et de tirs d'artillerie. Le 11 mars 2001, les deux statues avaient disparu après presque un mois de bombardement intensif, causant une vive émotion à travers le monde.
Quelques jours avant la destruction, l'écrivain et grand reporter Olivier Weber organise un colloque international à l'Unesco à Paris sur le thème: « Les Bouddhas de Bamyan, un patrimoine mondial en danger ». Des écrivains, chercheurs, anthropologues, diplomates, historiens et géographes d'une dizaine de pays y participent, notamment Michaël Barry, Nahal Tajadod, Christian Manhart et Koïchiro Matsura. Le colloque, suivi dans le monde entier, déclenchera une mission internationale pour tenter d'empêcher la destruction.
Pendant l'opération de destruction, Qadratullah Jamal, le ministre de l'Information taliban, déplora que « ce travail de destruction n'[était] pas aussi facile que les gens pourraient le penser. Vous ne pouvez pas abattre les statues par quelques coups de canons car toutes deux sont découpées dans une falaise et sont fermement attachées à la montagne. »
Après la destruction, le mollah Omar déclara qu'il était « fier de tous les talibans qui avaient participé à la destruction de cette horreur impie synonyme d'une religion pour dégénérés. »
Selon l'ambassadeur afghan au Pakistan de l'époque, Abdul Salam Zaïf (en), le Japon est le pays qui a le plus fait pression pour tenter d'empêcher la démolition des statues. Une délégation officielle japonaise accompagnée d'un groupe de bouddhistes sri lankais a proposé de recouvrir les statues, et même de les démonter pour les reconstruire pièce par pièce à l'étranger, ce que les talibans ont refusé. De son côté, l'UNESCO avait délégué un envoyé spécial, Pierre Lafrance, ambassadeur de France, membre fondateur de la Society for the preservation of Afghanistan’s Cultural Heritage (SPACH).
En 2012, le fonds japonais Saatchi proposa de reconstruire les deux statues, à ses frais, au gouvernement afghan, qui refusa fermement.
En 2014, le gouvernement afghan refusa l'installation d'une mission bouddhiste et d'un monastère bouddhiste, ainsi que la reconstruction des statues, à Bâmiyân, offres proposées par des organisations bouddhistes japonaises, taïwanaises, et thaïlandaises.
Début 2015, des fondamentalistes musulmans proposèrent la construction d'une mosquée sur les lieux, financée par des fonds saoudiens. La construction d'une Medersa est aussi à l'étude.
La construction en Chine du Bouddha du Temple de la Source peut être lue comme une réaction à ces destructions.
Un cinéaste iranien Mohsen Makhmalbaf accuse l'ignorance du monde envers la misère afghane en disant « Je suis convaincu à présent que les statues de Bouddha n'ont pas été détruites ; elles se sont écroulées de honte devant l'indifférence de l'Ouest pour l'Afghanistan. » dans son livre de 2001 intitulé En Afghanistan, les bouddhas n'ont pas été détruits, ils se sont écroulés de honte.

### Archéologie et restauration

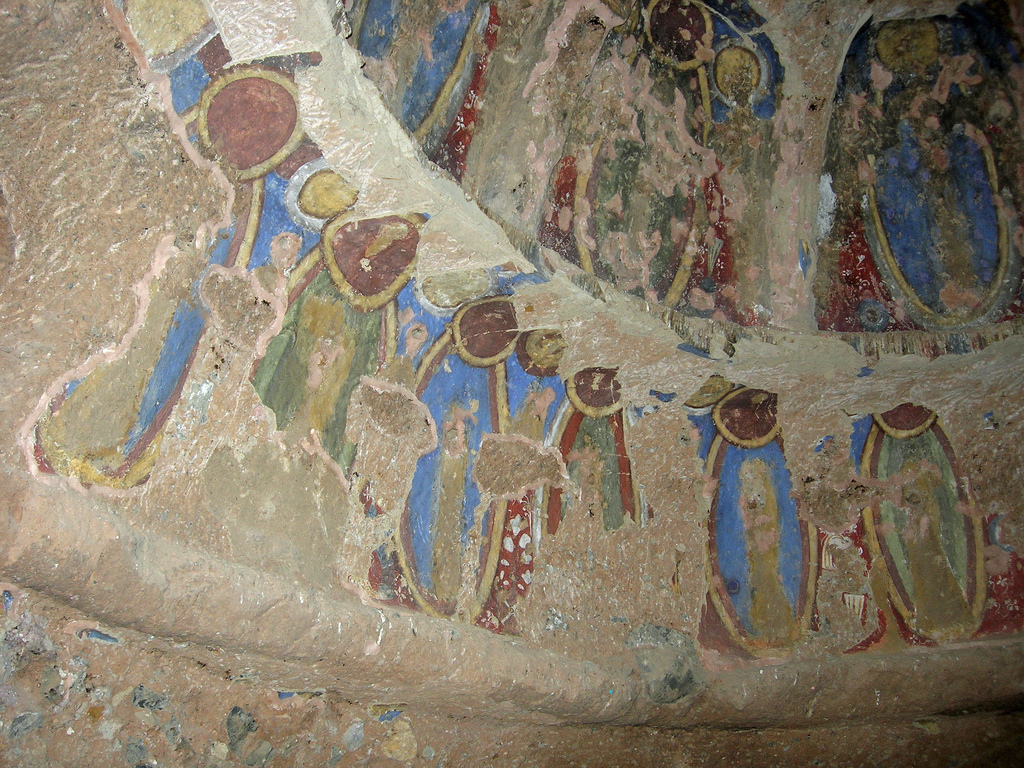
Restes des fresques de la coupole du grand Bouddha (2008).

Les premières études archéologiques sérieuses ont été conduites par la Délégation archéologique française en Afghanistan (DAFA), avec André Godard et Joseph Hackin au début des années 1920, et poursuivies par ce dernier dans les années 1930.
Des fouilles archéologiques complémentaires sont effectuées par la DAFA, sous la direction de Zemaryalaï Tarzi, professeur à l'université de Strasbourg, auteur d'une thèse de doctorat sur les fresques de Bamiyân.
Bien que les statues soient presque totalement détruites, leurs contours et quelques parties sont encore reconnaissables dans les cavités. Il est aussi toujours possible d'explorer les cavernes des moines et les passages qui les relient. Cependant, la restauration du site n'a pas été jugée prioritaire par l'UNESCO et les bouddhas géants ne seront probablement jamais reconstruits. Les efforts se portent aujourd'hui dans deux directions, la consolidation de la falaise et plus particulièrement des niches qui ont beaucoup souffert des bombardements des talibans, et la recherche du troisième bouddha, un bouddha couché en parinirvâna, dont Xuanzang fait la description et qui se trouverait dans la vallée, peut-être enseveli.
Le musée de Kaboul conservait des fresques provenant de Bâmiyân ; certaines ont été endommagées durant les guerres civiles, quelques-unes ont pu être restaurées ou sont en cours de restauration. D'autres fresques sont exposées au Musée Guimet à Paris.

## Galerie

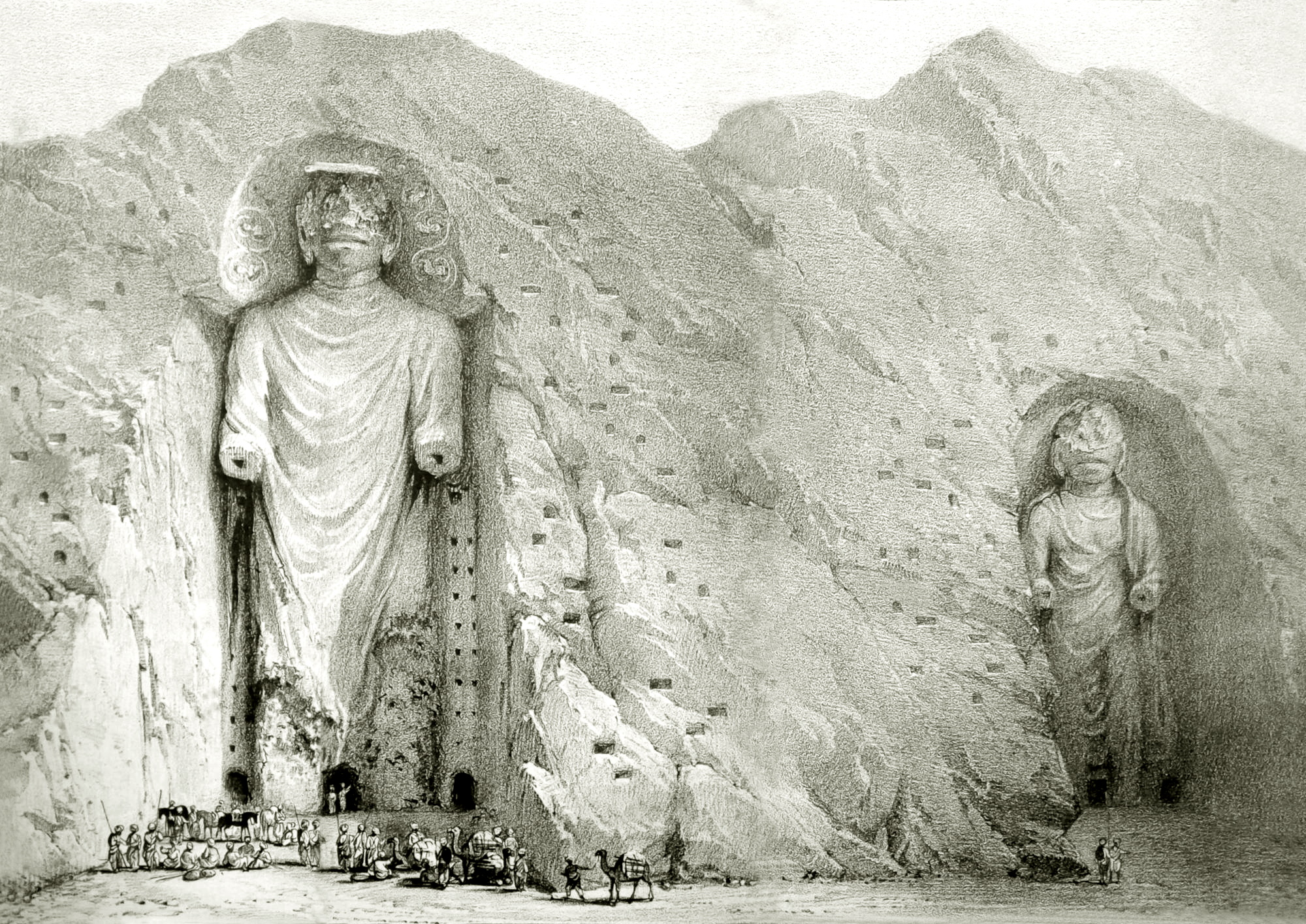
Dessin du Grand Bouddha par Alexander Burnes en 1832.
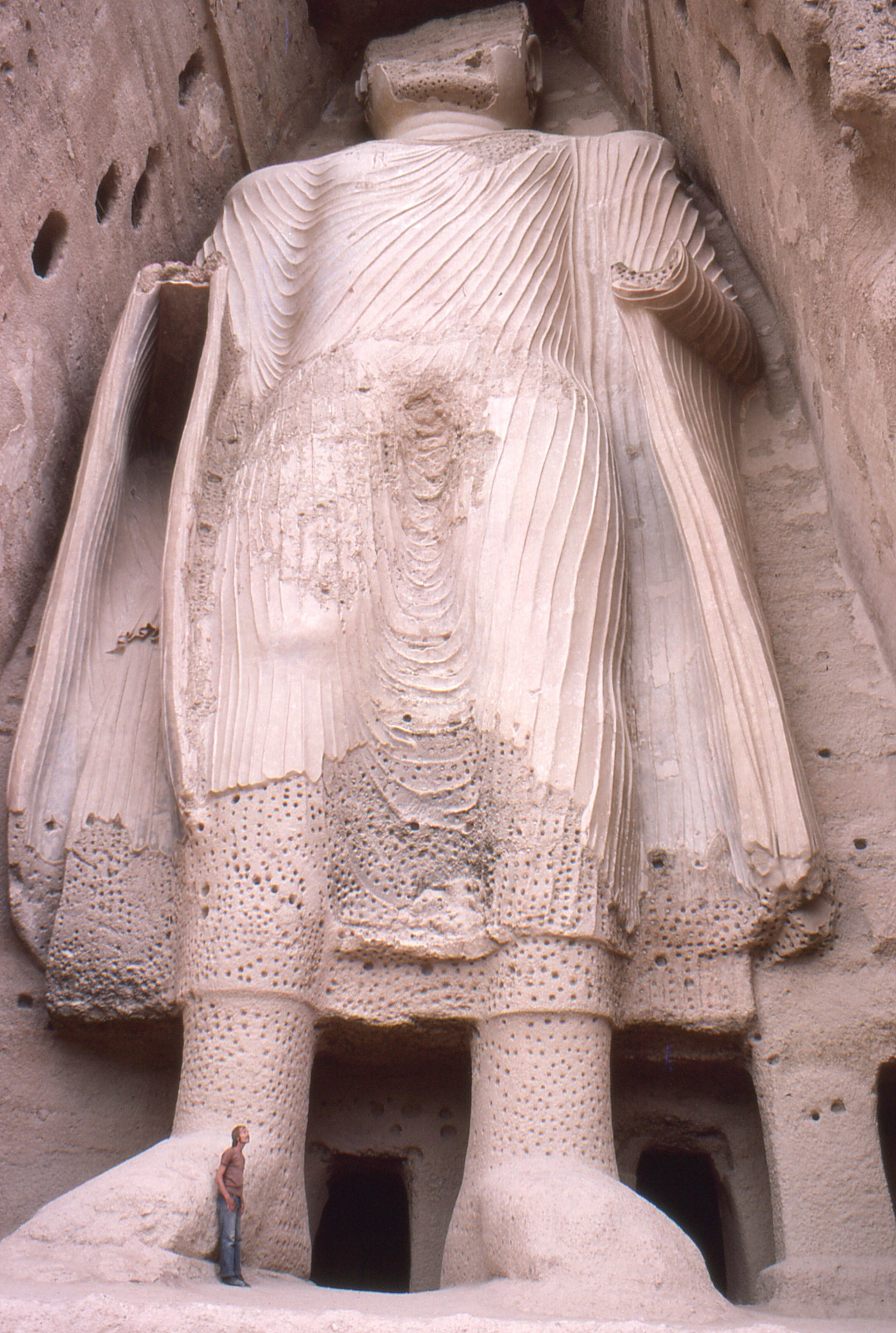
Le petit Bouddha en 1977.
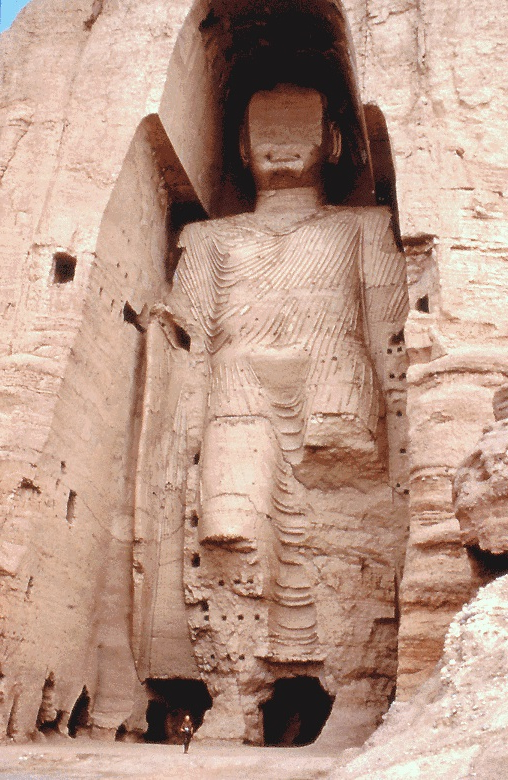
Le grand Bouddha avant 2001.
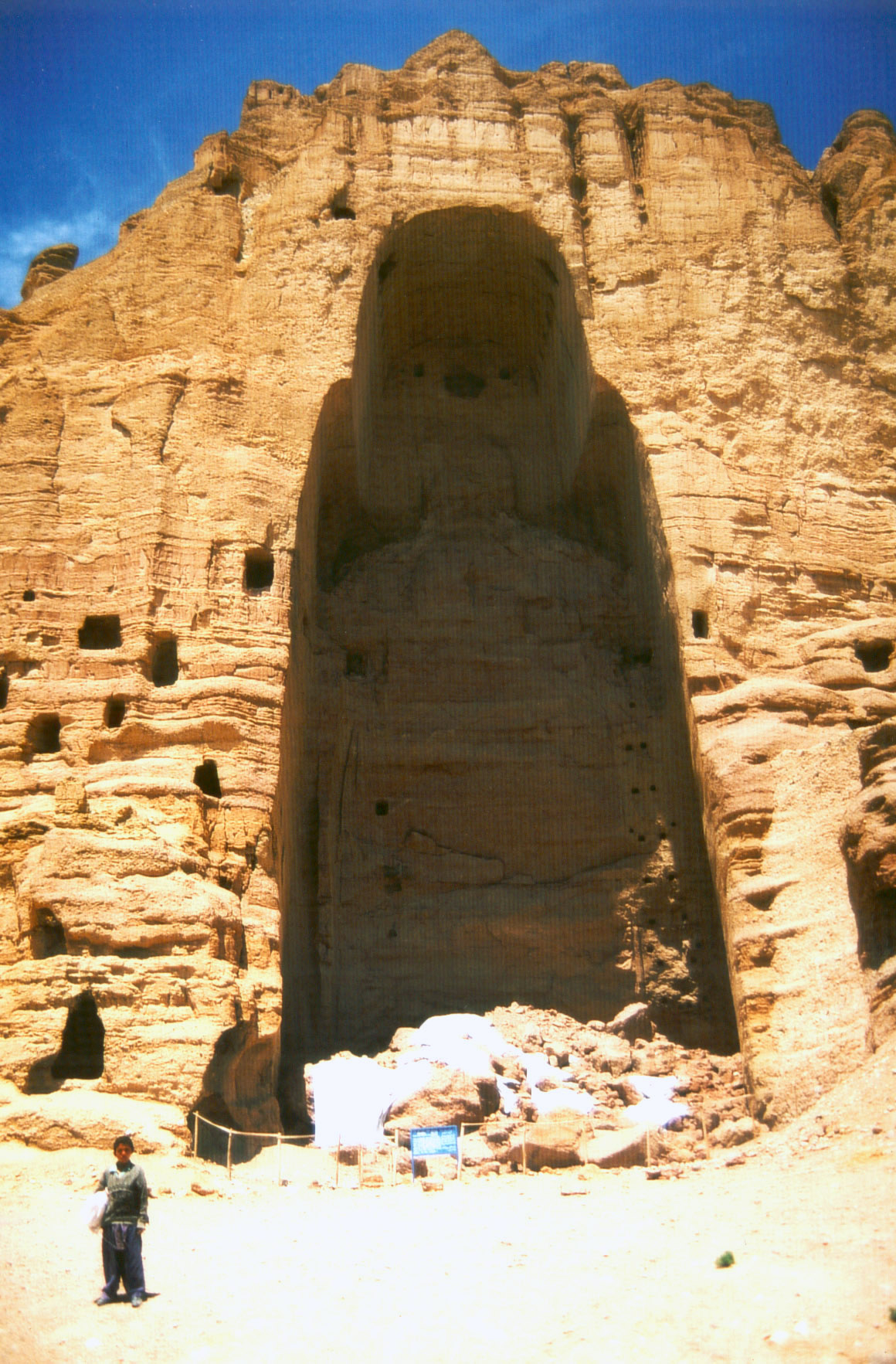
Un des grands Bouddhas, après destruction.
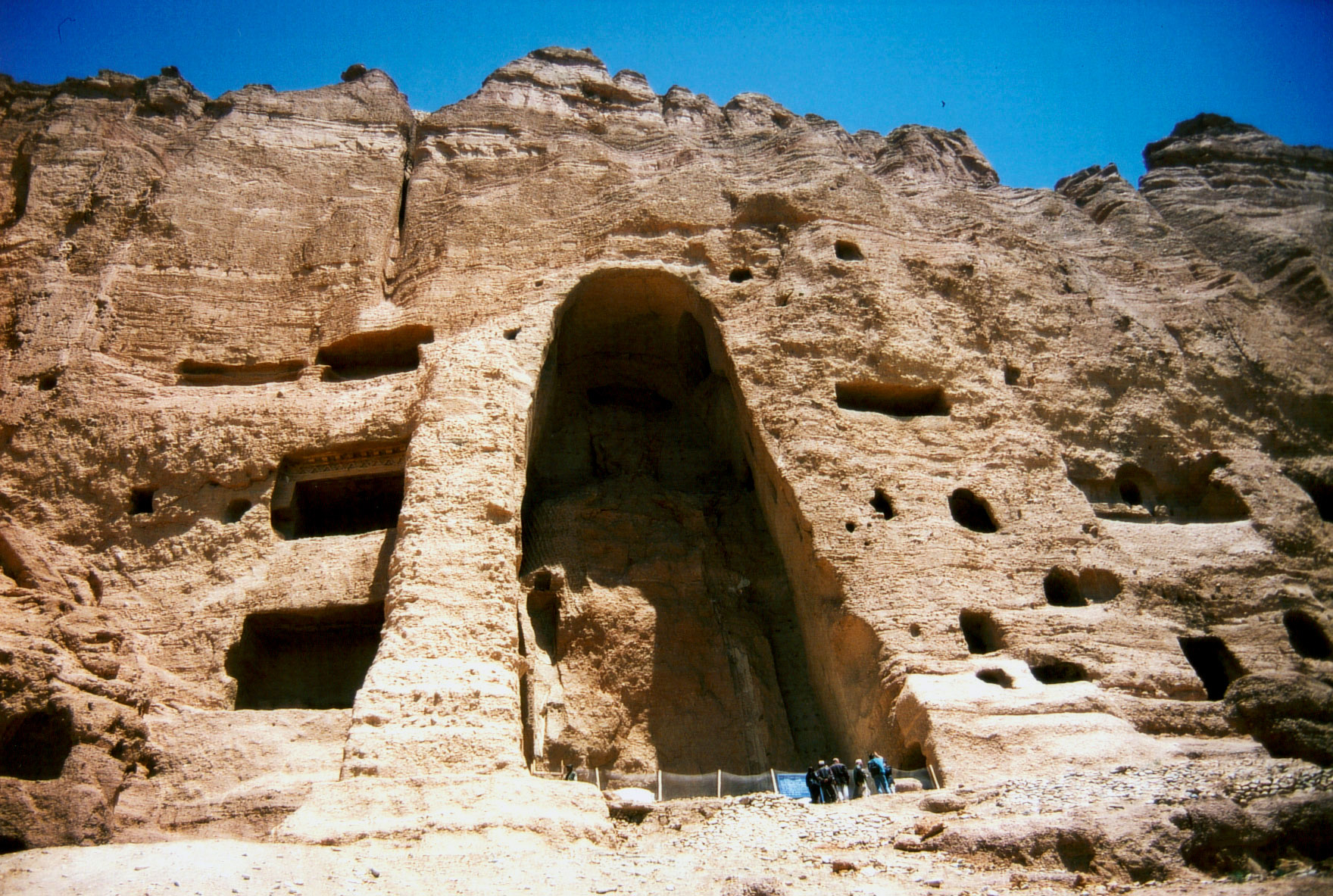
Un plus petit Bouddha, après destruction.
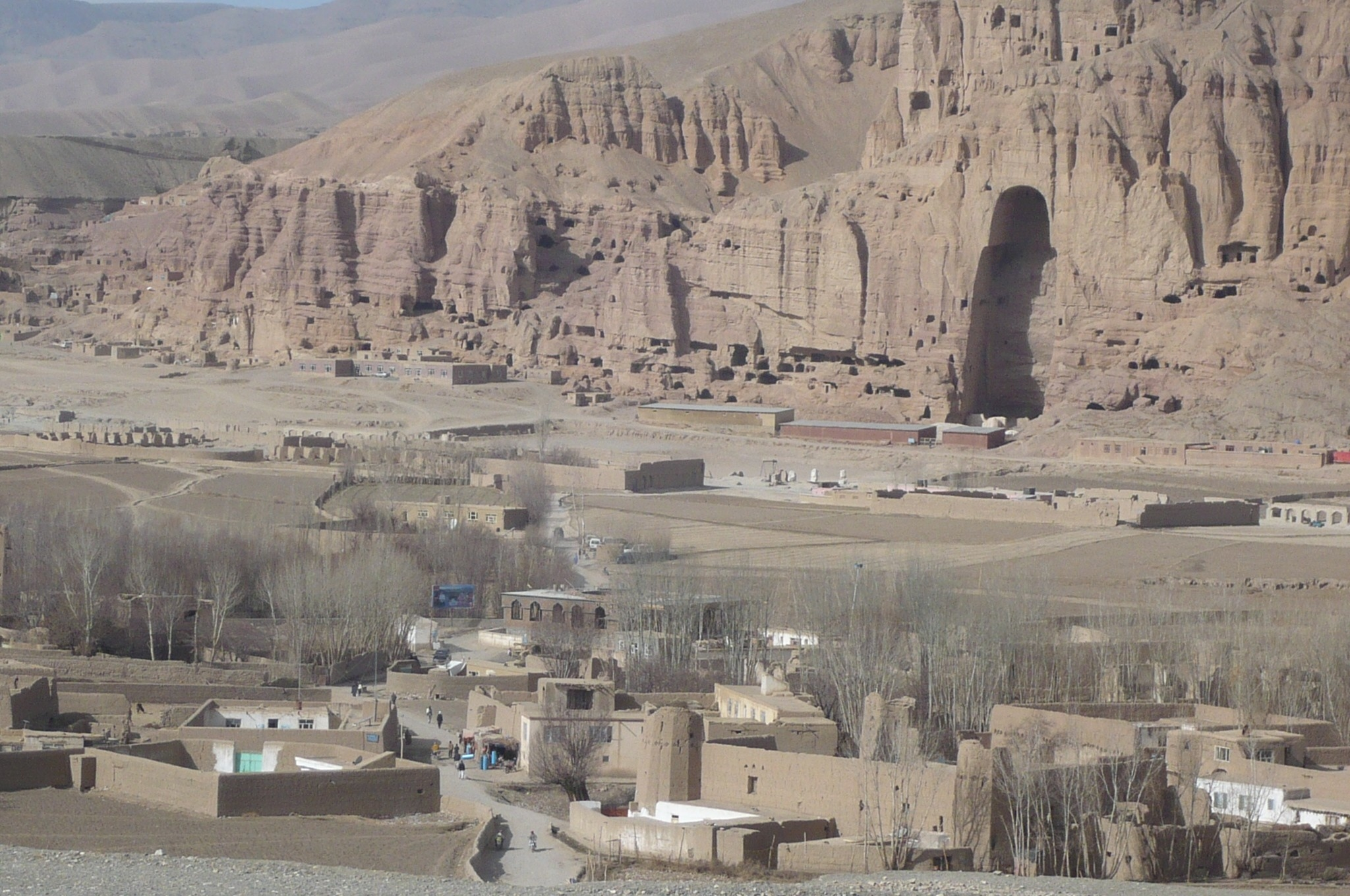
Vue sur la falaise où les monastères et les Bouddhas ont été sculptés.
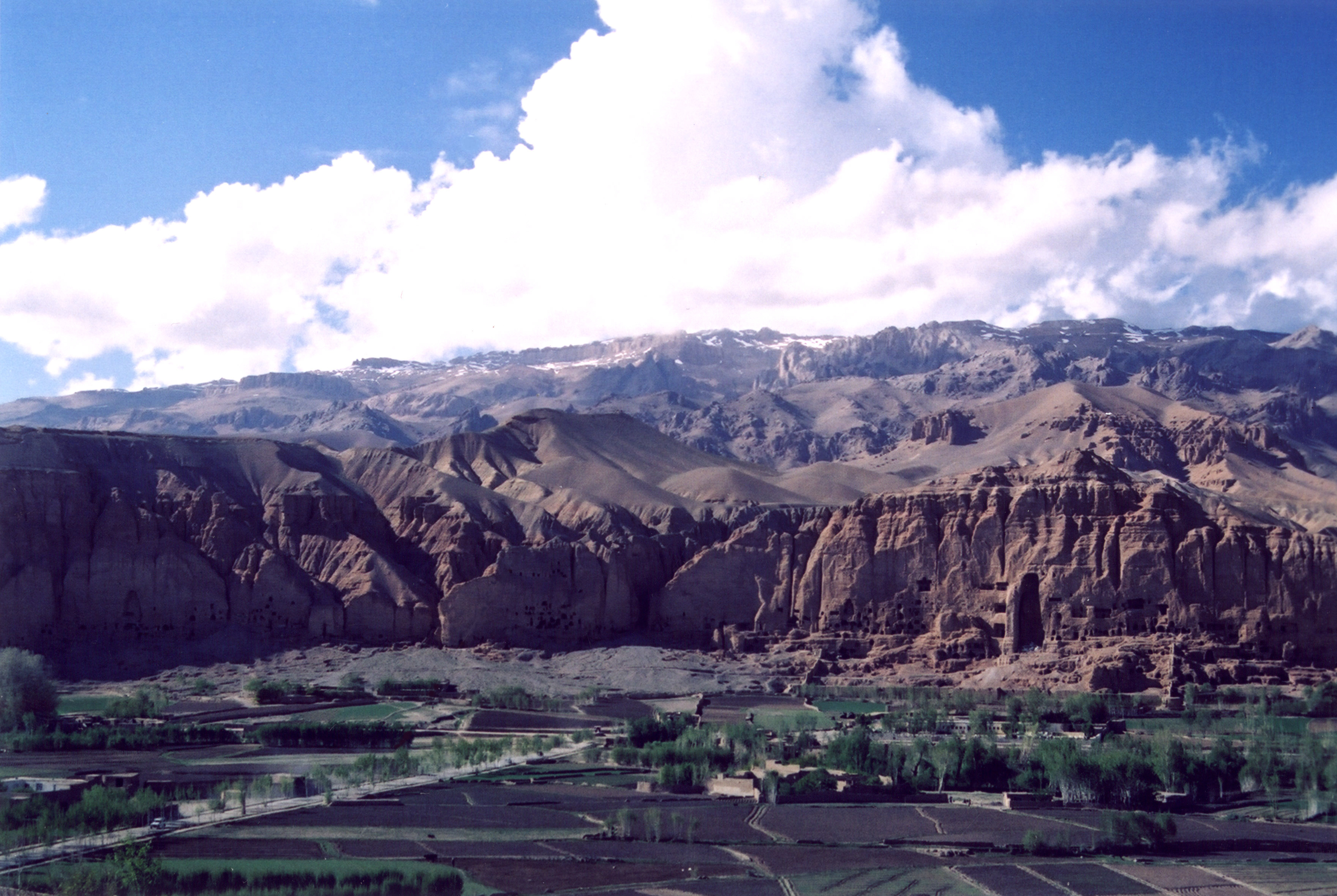
Paysage des vestiges archéologiques de la vallée de Bamiyan.

### Filmographie

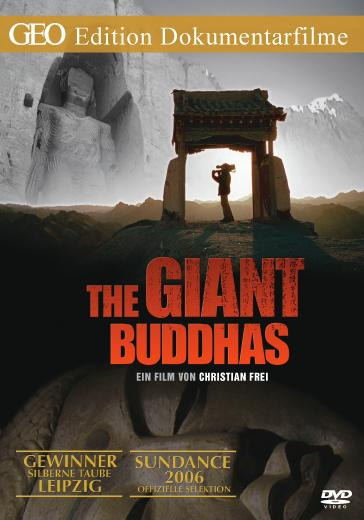
Affiche du film documentaire The Giant Buddhas.

- 2005 : The Giant Buddhas, Documentaire Suisse de Christian Frei.